# Шмиґовець
Шмиґовець (словац. Šmigovec) — село в Словаччині, Снинському окрузі Пряшівського краю. Розташоване в східній частині Словаччини, на кордоні з Україною.

## Географія
Протікають Ровний потік і Савков потік.

## Історія
Давнє лемківське село. Вперше згадується у 1773 році.
В селі є греко-католицька дерев'яна церква з 1894 р.

## Населення
| Рік:            | 1994. | 2004.    | 2014.   | 2024.   |
| --------------- | ----- | -------- | ------- | ------- |
| Кількість осіб: | 123   | 92       | 85      | 78      |
| Різниця:        |       | -25,20 % | -7,60 % | -8,23 % |

| Рік:            | 2023. | 2024.   |
| --------------- | ----- | ------- |
| Кількість осіб: | 79    | 78      |
| Різниця:        |       | -1,26 % |

В селі проживає 88 осіб.
Національний склад населення (за даними останнього перепису населення — 2001 року):
- словаки — 83,49 %
- русини — 11,93 %
- українці — 1,83 %
- чехи — 1,83 %
- угорці — 0,92 %

Склад населення за приналежністю до релігії станом на 2001 рік:
- греко-католики — 80,73 %,
- римо-католики — 9,17 %,
- православні — 4,59 %,
- не вважають себе віруючими або не належать до жодної вищезгаданої церкви — 4,59 %

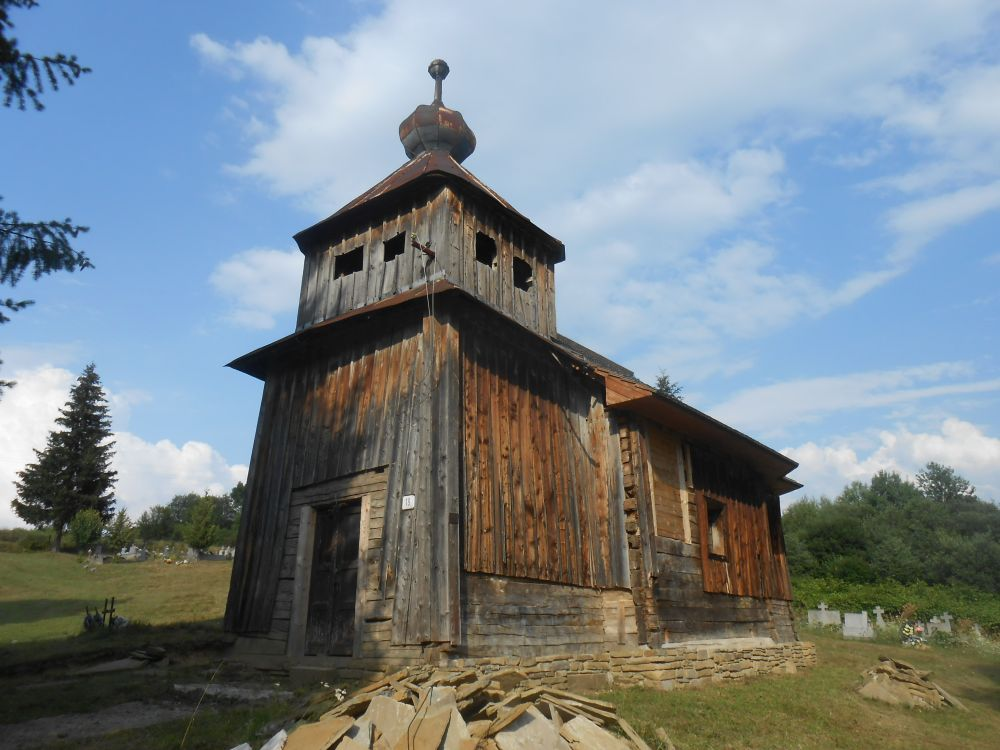
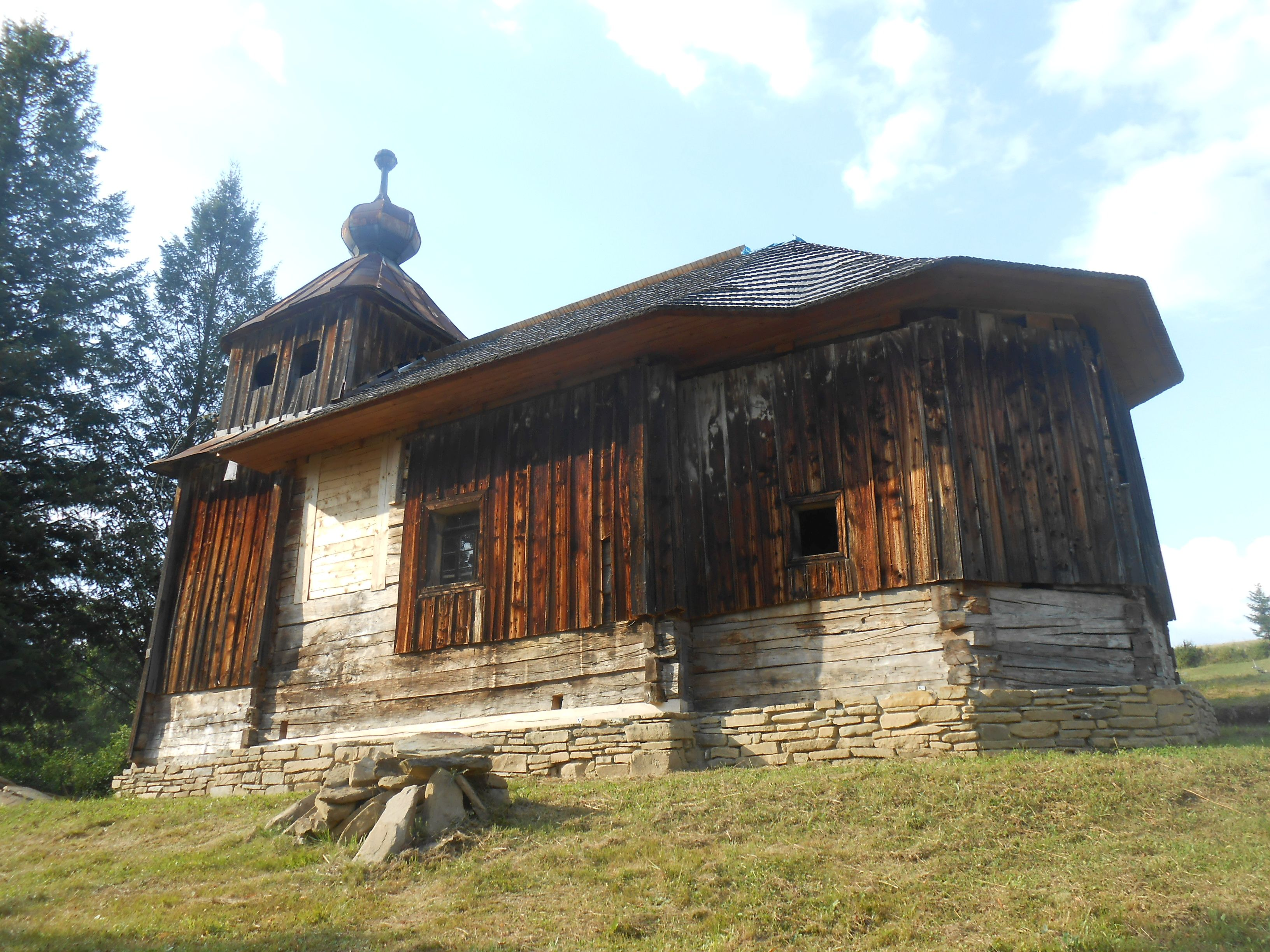